# Филлипс, Стивен (поэт)
Стивен Филлипс (англ. Stephen Phillips; 8 июля 1864, Сомертон, около Оксфорда — 9 декабря 1915) — английский поэт и драматург.

## Биография
Родился в Сомертоне близ Оксфорда в семье преподобного Стивена Филлипса, регента Питерборского собора. Обучался в Стартфорде и Питерборской школе грамматики, намеревался поступить в Королевский колледж в Кембридже чтобы изучать античность, но вместо этого уехал в Лондон заниматься к репетитору для подготовки к гражданской службе. В 1885, однако, переехал в Вольверхэмптон, присоединился к драматической труппе своего кузена Фрэнка Бенсона и шесть лет игра в разных небольших пьесах.
В 1890 в Оксфорде был опубликован небольшой сборник стихотворений под названием Primavera, содержащий работы Филлипса, его кузена Лоуренса Биньона и других авторов. В 1894 он опубликовал длинную поэму философского характера со свободной структурой под названием Eremus, написанную белым стихом. В 1896 вышла поэма Christ in Hades (Христос в Аиде). Поэма привлекла внимание критиков и после выхода в 1897 сборника стихотворений талант молодого автора стал общепризнан. Этот сборник содержал стихотворения Christ in Hades, Marpessa, The Woman with the Dead Soul (Женщина с мёртвой душой), The Wife и другие, более короткие, включая To Milton (к Мильтону), Blind. Сборник выиграл приз в 100 фунтов от газеты Academy (Академия) как лучшая новая книга года, выдержал шесть переизданий в течение двух лет и упрочил положение Филлипса как поэта. Ещё более утвердила его положение публикация в 1898 году в Nineteenth Century его поэмы Endymion (Эндимион).
Сэр Джордж Александр, актёр и менеджер, нанял Филлипса для написания пьес, в результате появилась драма Paolo and Francesca (Паоло и Франческа) (1900), основанная на знаменитом эпизоде из Дантовского «Ада». Ободренный значительным успехом этой драмы как литературного произведения, Александр поставил пьесу в 1902 году в театре St James. В то же время следующая пьеса Филлипса Herod: a Tragedy (Ирод: Трагедия) была поставлена Гербертом Бирбомом Три (Herbert Beerbohm Tree) 31 октября 1900 и вышла отдельной книгой в 1901. Пьеса Улисс, также поставленная Гербертом Бирбомом Три, была опубликована в 1902. The Sin of David (Грех Давида), драма по мотивам истории Давида и Вирсавии, перенесенной в Англию времен Кромвеля, была опубликована в 1904. Nero (Нерон), поставленная Бирбомом Три была опубликована в 1906. В этих пьесах декларируемой целью поэта было не оживить метод Шекспира и елизаветинской Англии, а вызвать к жизни классический метод греческой драмы. Наиболее успешной из пьес была Паоло и Франческа.